# Teyvaz
Teyvaz è un comune dell'Azerbaigian situato nel distretto di Culfa.